# Lectionnaire mérovingien de Sélestat
Le Lectionnaire mérovingien de Sélestat est un manuscrit enluminé daté vers 700, contenant une partie des textes d'un lectionnaire. Conservé à la Bibliothèque humaniste de Sélestat (Ms.1A), c'est le plus ancien manuscrit d'Alsace.

## Historique
D'après les études menées sur le texte et ses sources, le manuscrit pourrait dater du début du VIIIe siècle et provenir du nord de l'Italie : l'analyse du texte du lectionnaire correspond aux pratiques liturgiques de la région de Milan ou de l'Aquilée à cette époque. Les historiens penchent plutôt pour la seconde ville. Il pourrait avoir été produit dans une église ou un monastère influencé par le monachisme irlandais. Il utilise encore largement des fragments de la Vetus Latina en complément de la Vulgate et incorpore des sources provenant des Etymologiae d'Isidore de Séville. Le manuscrit a sans doute été composé en vue d'un usage pour le catéchisme et la liturgie dans les paroisses rurales de ces régions encore composées de nombreux habitants païens ou ariens. Rien ne permet encore d'expliquer comment le manuscrit s'est retrouvé en Alsace.

## Description

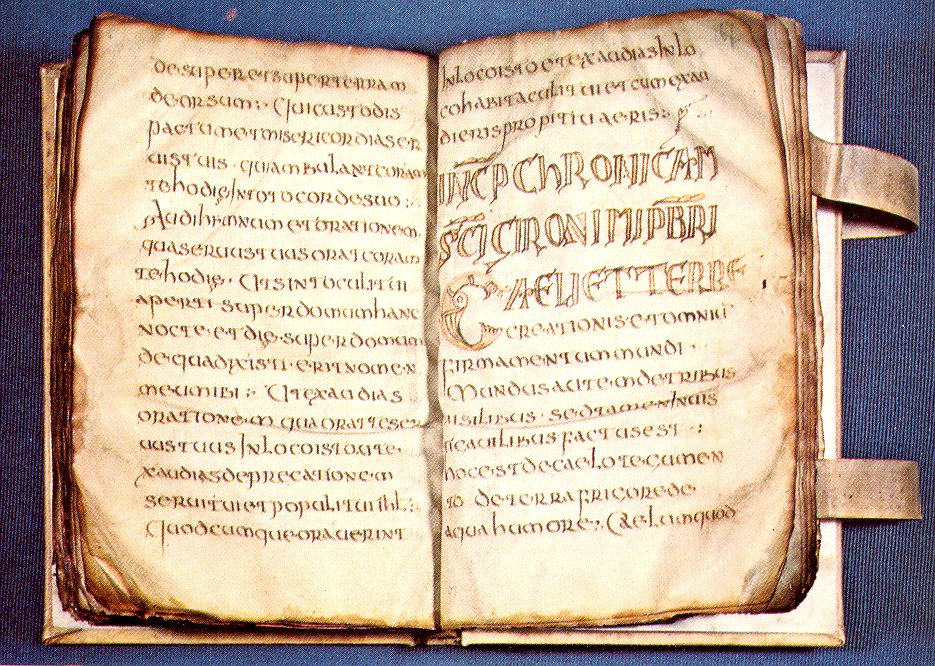
Folio 66r.-f.67 v., début de la pseudo-chronique de saint Jérôme.

Le manuscrit est composé de 10 cahiers de huit feuillets de parchemin sauf le quatrième et le huitième qui en contiennent 7 soit 78 folios, écrit en semi-onciale. Il contient 59 textes pour les messes (folios 1v-67r.). 45 sont tirés de l'Ancien Testament (Livres d'Isaïe, Jérémie et Ézéchiel), les 19 autres proviennent des Actes des Apôtres. Le manuscrit s'achève (f.67r-78) par une chronique universelle apocryphe de Jérôme de Stridon.
Le manuscrit, comme souvent dans l'enluminure mérovingienne, ne contient que des lettrines ornées et plus rarement un titre orné.